# Prêmio David Sarnoff IEEE
O Prêmio David Sarnoff IEEE (em inglês:  The IEEE David Sarnoff Award) foi um prêmio concedido de 1959 a 2016 pelo Instituto de Engenheiros Eletricistas e Eletrônicos (IEEE). Foi concedido anualmente por contribuições excepcionais em eletrônica.
O prêmio foi estabelecido em 1959 pela Radio Corporation of America (RCA); em 1989 a Sarnoff Corporation tornou-se responsável pelo seu patrocínio. Consistiu em uma medalha de bronze, um certificado e um honorário, concedido anualmente a uma pessoa um uma pequena equipe (até três pessoas).

O prêmio foi extinto em 2016.

## Recipientes
Os recipientes do prêmio foram:
- 1959: David Sarnoff
- 1960: Rudolf Kompfner
- 1961: Charles Hard Townes
- 1962: Harry B. Smith
- 1963: Robert Hall
- 1964: Henri Busignies
- 1965: Jack A. Morton
- 1966: Jack Kilby
- 1967: James Hillier
- 1968: Walter P. Dyke
- 1969: Robert H. Rediker
- 1970: John Bertrand Johnson
- 1971: Alan L. McWhorter
- 1972: Edward G. Ramberg
- 1973: Max Mathews
- 1974: Frederik L. J. Sangster
- 1975: Bernard C. Deloach, Jr.
- 1976: George Heilmeier
- 1977: Harrison Edward Rowe
- 1977: Jack M. Manley
- 1978: Donald G. Herzog
- 1979: Tingye Li
- 1979: A Gardner Fox
- 1980: Marshall I. Nathan
- 1981: Cyril Hilsum
- 1982: Nobutoshi Kihara
- 1983: Hermann Gummel
- 1984: Alan D. White
- 1984: Jameson D. Rigden
- 1985: Henry Kressel
- 1986: Yasuharu Suematsu
- 1987: Alan B. Fowler
- 1987: Frank F. Fang
- 1988: Izuo Hayashi
- 1989: Charles Vernon Shank
- 1989: Herwig Kogelnik
- 1990: Leroy Chang
- 1991: Federico Capasso
- 1992: J. Jim Hsieh
- 1993: Rao R. Tummala
- 1994: Won-Tien Tsang
- 1995: Karl Hess
- 1996: Hiroyuki Sakaki
- 1997: Milton Feng
- 1998: Tatsuo Izawa
- 1999: Gérard Mourou
- 2000: Alastair Malcolm Glass
- 2001: P. Daniel Dapkus
- 2002: Young-Kai Chen
- 2003: Peter Asbeck
- 2004: Frederick A. Kish, Jr.
- 2005: Pierre Tournois
- 2006: Mau-Chung Frank Chang
- 2007: Umesh Mishra
- 2008: James Coleman
- 2009: Kerry J. Vahala
- 2009: Kam-Yin Lau
- 2009: Yasuhiko Arakawa
- 2010: Mark Rodwell
- 2011: Constance J. Chang-Hasnain
- 2012: Hideo Ohno
- 2013: Sajeev John
- 2014: Larry A. Coldren
- 2015: Pallab Bhattacharya
- 2016: Hiroyuki Matsunami